# Proceso

Proceso

Proceso is een Mexicaans informatie- en opinietijdschrift. Proceso bestaat sinds 1976 en verschijnt wekelijks.
Het blad werd in 1976 door medewerkers van de krant Excélsior opgericht, geleid door Julio Scherer García. Zij waren ontevreden over de censuur die de krant door president Luis Echeverría kreeg opgelegd. Proceso staat sindsdien bekend om de felle kritiek tegen de Mexicaanse regering. Het blad is leidend in de Mexicaanse onderzoeksjournalistiek en heeft vele gevallen van corruptie en machtsmisbruik en andere schandalen aan het licht gebracht.
Bekende medewerkers zijn Vicente Leñero, Carlos Monsiváis, Miguel Ángel Granados Chapa, Jorge Volpi en Carlos Montemayor.